# (36236) 1999 VV
(36236) 1999 VV est un astéroïde Apollon découvert en 1999.

## Description
(36236) 1999 VV a été découvert le 1er novembre 1999 à l'observatoire Magdalena Ridge, situé dans le comté de Socorro, au Nouveau-Mexique (États-Unis), par le projet Lincoln Near-Earth Asteroid Research (LINEAR).

### Caractéristiques orbitales
L'orbite de cet astéroïde est caractérisée par un demi-grand axe de 1,33 ua, un périhélie de 0,77 ua, une excentricité de 0,42 et une inclinaison de 58,04° par rapport à l'écliptique. Du fait de ces caractéristiques, à savoir un demi-grand axe supérieur à 1 ua et un périhélie inférieur à 1,017 ua, il est classé comme astéroïde Apollon.

### Caractéristiques physiques
(36236) 1999 VV a une magnitude absolue (H) de 15,9 et un albédo estimé à 0,138.